# Aerologija
Aerologija je dio meteorologije koji se bavi istraživanjem fizikalnih i kemijskih procesa u takozvanoj "slobodnoj atmosferi", to jest sloju atmosfere u kojem se više ne očituju prizemni utjecaji (1,0 kilometar do 1,5 kilometara) pa sve do visine od 80 kilometar (slojeve iznad toga proučava aeronomija). Aerološka istraživanja obavljaju se pri tlu te u visinama s pomoću balona, radiosondi, radara, sodara, lidara, raketa, zrakoplova, zmajeva i umjetnih satelita. Ispituju se fizička i kemijska svojstva zraka (temperatura, vlažnost zraka, tlak zraka i smjer vjetra u atmosferi), radioaktivnost, fizika oblaka i nastanak oborina, razdioba zračenja, sastav atmosfere i njezinih sastojina, posebno ozona i drugo. U svijetu ima oko 750 postaja na kopnu i na moru koje svakodnevno obavljaju aerološka ispitivanja atmosfere do visine od 30 kilometara. Mikrometeorologija proučava najniži, prizemni sloj atmosfere, biometeorologija bavi se utjecajima atmosfere na biljni i životinjski svijet, a njen dio koji se odnosi na čovjeka jest medicinska meteorologija.

## Različita područja u atmosferi
Sastav zraka u bitnome se ne mijenja do visine od oko 90 km. Taj se sloj naziva homosfera, a iznad te visine dolazi heterosfera. Zbog slabijeg utjecaja Zemljine gravitacije u njoj prevladavaju lakši plinovi, kao vodik i helij. U najdonjim slojevima atmosfere, u vrlo malim koncentracijama, prisutan je ozon. Na visinama većima od 10 km, a posebno u sloju između 20 i 50 km (ozonosfera), ozon nastaje fotodisocijacijom molekularnoga kisika djelovanjem Sunčeva zračenja. Najviše koncentracije ozona nalaze se između 20 i 30 km visine i mogu dosegnuti vrijednosti čak od 10 dijelova na milijun (ppm; 10 000 ppm = 1%). Zbog unošenja antropogenih plinova (klorofluorovodika i drugih), ozonski se sloj povremeno može znatno smanjiti i time znatno povećati ultraljubičasto zračenje na površini Zemlje (ozonske rupe). U najdonjih 10 km atmosfere ozon nastaje kao nusprodukt fotokemijskih procesa vezanih uz onečišćenje zraka i važan je sastojak fotokemijskoga smoga, koji štetno djeluje na zdravlje ljudi, životinja i bilja te na materijalna dobra.

### Troposfera
Ovisno o promjeni temperature zraka, atmosfera se može podijeliti na više slojeva. U najnižem sloju, troposferi, temperatura zraka opada u prosjeku 6,5 °C na 1 km. Pojavljuju se oblaci, padaju oborine, pušu vjetrovi i zbivaju se sve promjene koje čine vrijeme. Pri tlu prosječna temperatura zraka na Zemlji iznosi 15 °C, a kada ne bi bilo atmosfere, temperatura bi bila niža za 33 °C. Troposfera u tropskim predjelima doseže u prosjeku visinu od kojih 16 km i na vrhu ima temperaturu od oko –80 °C, u umjerenim i polarnim predjelima ima visinu između 7 i 11 km te na gornjoj granici temperaturu od oko –40 do –60 °C.

### Stratosfera
Iznad troposfere nalazi se 1 do 2 km debeo prijelazni sloj, tropopauza, gdje se temperatura zraka gotovo ne mijenja, a zatim na visinama sve do 50 km stratosfera, u kojoj temperatura u prosjeku najprije lagano, a potom naglije raste te na svojem vrhu doseže vrijednosti kao pri tlu. U najvišim dijelovima troposfere te u donjim dijelovima stratosfere vjetrovi mogu dosegnuti brzine i do 400 km/h (mlazna struja). Na visinama između 20 i 30 km katkad se pojavljuju sedefasti oblaci, sastavljeni od čestica leda. 

### Mezosfera
Atmosferski sloj između 50 i 80 km naziva se mezosfera. U njemu temperatura zraka opada s visinom da bi na vrhu sloja dosegnula vrijednosti od –85 do –90 °C. Na visinama između 75 i 90 km mogu se u sjevernim zemljopisnim širinama rijetko vidjeti i svjetleći noćni oblaci (srebrnasti oblaci) sastavljeni vjerojatno od leda istaložena na meteornoj prašini.